# Чинаццо, Луиджи
Луиджи Чинаццо (итал. Luigi Chinazzo; 18 июля 1932, Педеробба, Венеция — 19 января 2000) — итальянский борец вольного стиля, бронзовый призёр чемпионата мира 1957 года, участник летних Олимпийских игр 1956 и 1960 годов.

## Биография
Родился в Педероббе, в провинции Тревизо, в 1932 году. Участвовал в соревнованиях по вольной борьбе в весовых категориях 52 кг и 57 кг.
В возрасте двадцати четырех лет представлял Италию на летних Олимпийских играх 1956 года в Мельбурне в наилегчайшем весе, проиграв в 1-м и 2-м раундах турку Хюсейину Акбашу и иранцу Мохаммаду Ходжастепуру.
В следующем 1957 году завоевал бронзовую медаль на чемпионате мира 1957 года в Стамбуле, в весе до 52 кг, финишировав на подиуме позади турецкого борца Мехмета Картала и советского Мириана Цалкаламанидзе. На чемпионате мира в Тегеране в 1959 году занял шестое место.
В 1960 году перешёл в легчайший вес и принял участие в олимпийском турнире в Риме. Уступил болгарину Неждету Залеву и завершил выступление на Олимпиаде.
В 1963 году был вызван на Средиземноморские игры, которые состоялись в Неаполе. Там он выиграл бронзу в легчайшем весе до 57 килограммов.